# 13 de fevereiro
13 de fevereiro é o 44.º dia do ano no calendário gregoriano. Faltam 321 dias para acabar o ano (322 em anos bissextos).

## Eventos históricos

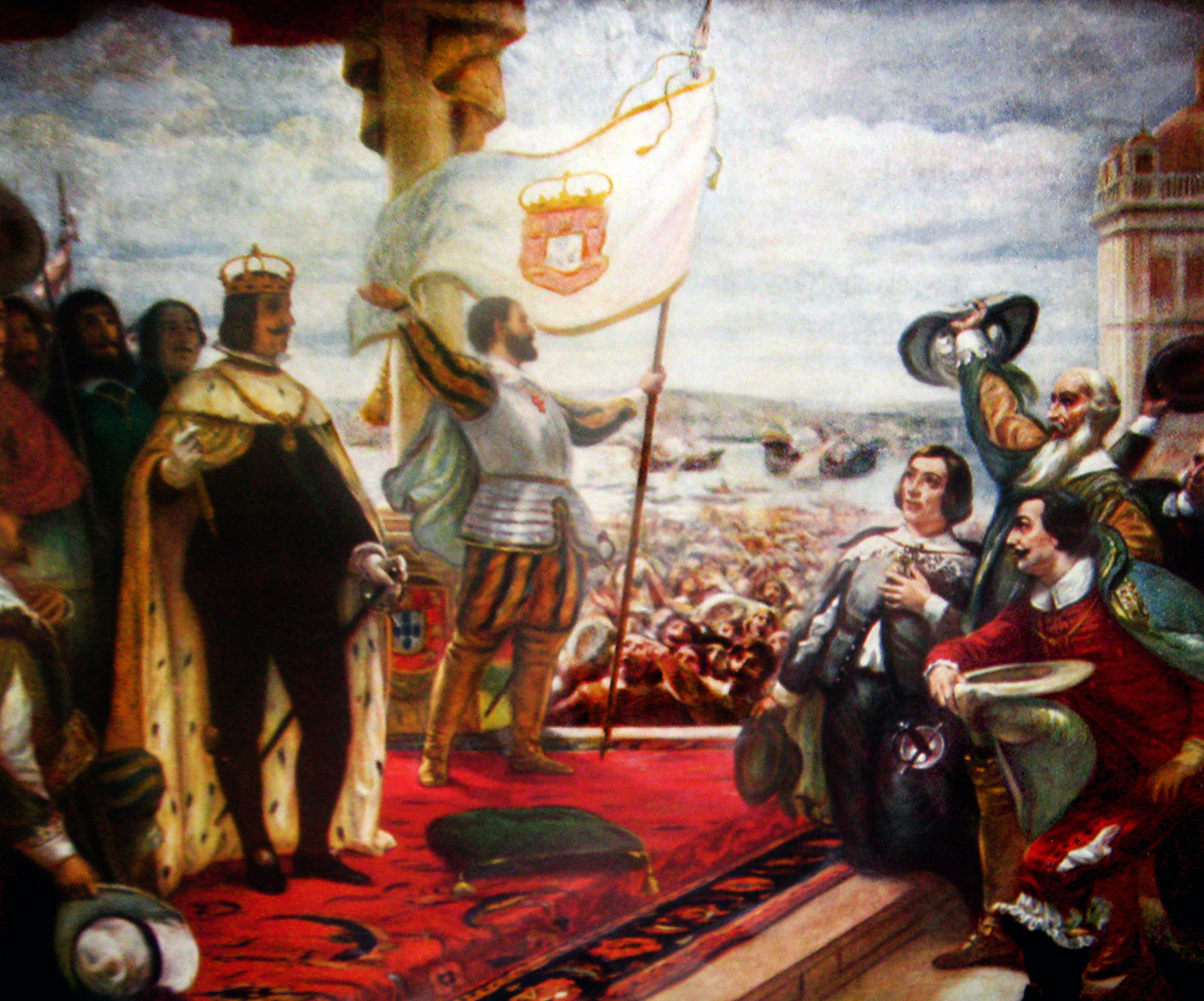
1668: Fim da Guerra da Restauração

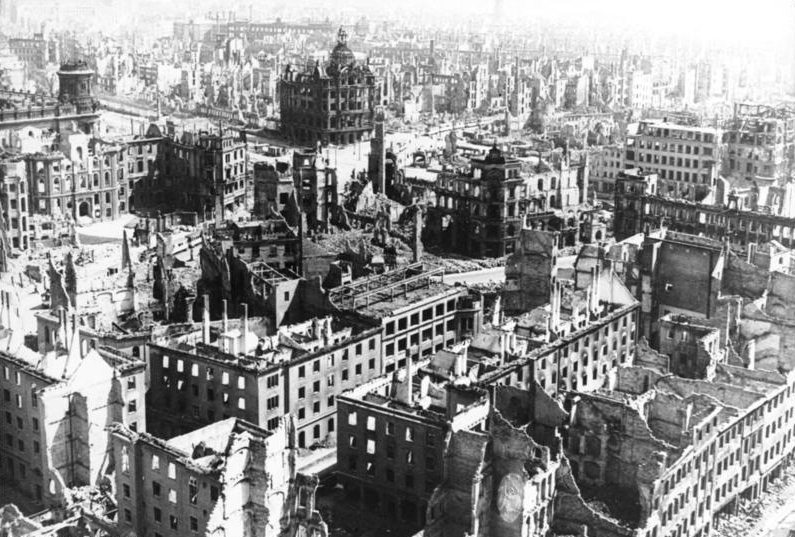
1945: Bombardeamento de Dresden

- 0962 — Imperador Otão I do Sacro Império Romano-Germânico (atual Alemanha) e o Papa João XII coassinam o Privilegium Ottonianum, reconhecendo o Papa João como governante de Roma.
- 1258 — Cerco de Bagdá: Hulagu Cã, príncipe do Império Mongol, ordena que seu exército saqueie  a cidade de Bagdá, que tinham acabado de capturar.[1]
- 1322 — A torre central da Catedral de Ely, em Cambridgeshire, Inglaterra, cai na noite de 12 para 13.
- 1462 — O Tratado de Westminster é finalizado entre o rei Eduardo IV de Inglaterra e o Senhor das Ilhas escocês.
- 1542
  - Os conquistadores espanhóis Gonzalo Pizarro e Francisco de Orellana descobrem o rio Amazonas.
  - Catarina Howard, a quinta esposa do rei Henrique VIII de Inglaterra, é executada por adultério.
- 1633 — O astrônomo e filósofo natural (físico) Galileo Galilei chega a Roma para ser julgado pela Inquisição.
- 1660 — Com a adesão do jovem rei Carlos XI da Suécia, seus regentes iniciam as negociações para acabar com a Segunda Guerra do Norte.
- 1668 — Fim da Guerra da Restauração, com a assinatura do tratado de paz em Lisboa em que a Espanha reconhece definitivamente a independência de Portugal.
- 1689 — O estatuder da República Holandesa, o príncipe Guilherme de Orange, e sua esposa a princesa inglesa Maria Stuart, são proclamados co-governantes dos três reinos das Ilhas Britânicas, se tornando Rei Guilherme III da Inglaterra e Irlanda e II da Escócia e Rainha Maria II da Inglaterra, Irlanda e Escócia.
- 1692 — Massacre de Glencoe: quase 80 integrantes do Clã MacDonald em Glen Coe, na Escócia, são mortos no início da manhã por não jurarem fidelidade ao novo rei, Guilherme III de Inglaterra e II da Escócia.
- 1726 — O Parlamento de Negrete entre as autoridades dos indígenas mapuches e os colonizadores espanhóis no Chile põe fim à revolta mapuche de 1723-26.
- 1755 — O tratado de Giyanti é assinado pela Companhia Holandesa das Índias Orientais, Pakubuwono III e Príncipe Mangkubumi. O tratado divide o sultanato javanês de Mataram em dois: Sunanato de Surakarta e Sultanato de Yogyakarta.
- 1827 — Guerra da Cisplatina: inicia-se a Batalha de Vacacai, travada entre forças das Províncias Unidas do Rio da Prata (atual Argentina) e forças do Império do Brasil.
- 1849 — A delegação chefiada pelo bispo metropolitano Andrei Şaguna entrega ao imperador Francisco José I da Áustria a Petição Geral dos líderes romenos na Transilvânia, Banato e Bukovina, que exige que a nação romena seja reconhecida.[2]
- 1861 — Unificação italiana: Em Gaeta é assinada a capitulação da fortaleza que decreta o fim do Reino das Duas Sicílias.
- 1880 — Thomas Edison observa o efeito termiônico.
- 1913 — 13.º Dalai Lama proclama a independência tibetana após um período de dominação da dinastia Qing da China e inicia um período de quase quatro décadas de independência.[3][4]
- 1914 — Direito autoral: é criada na Cidade de Nova Iorque, a Sociedade Americana de Compositores, Autores e Editores (ASCAP), para proteger as composições musicais com direitos autorais de seus membros.
- 1922 — Tem início a Semana de Arte Moderna, que ocorreu em São Paulo e que foi um dos marcos do modernismo brasileiro.
- 1931 — A Índia britânica completa a transferência de sua capital de Calcutá para Nova Delhi.
- 1935 — Um júri em Flemington, Estados Unidos, considera Bruno Hauptmann culpado pelo sequestro e assassinato do bebê Lindbergh, filho de Charles Lindbergh, em 1932.
- 1945
  - Segunda Guerra Mundial: Termina o Cerco de Budapeste com a rendição incondicional das forças alemãs e húngaras ao Exército Vermelho da União Soviética.
  - Segunda Guerra Mundial: Bombardeiros da Força Aérea Real são enviados para Dresden, Alemanha, para atacar a cidade com um bombardeio aéreo maciço.
- 1951 — Começa a Guerra da Coreia: Batalha de Chipyong-ni, que representou a incursão chinesa na Coreia do Sul.
- 1955
  - Israel obtém quatro dos sete Manuscritos do Mar Morto.
  - Vinte e nove pessoas morrem quando o voo 503 da Sabena cai em Monte Terminillo, perto de Rieti, Itália.[5]
- 1960 — Com o sucesso de um teste nuclear cognominado Gerboise Bleue, a França se torna o quarto país a possuir armas nucleares.
- 1967
  - No Brasil a moeda nacional (Cruzeiro) é substituída pela de Cruzeiro Novo por causa do aumento da inflação.
  - Pesquisadores americanos descobrem os Códices de Madri de Leonardo da Vinci na Biblioteca Nacional da Espanha.
- 1975 — Incêndio no World Trade Center em Nova Iorque.
- 1983 — Um incêndio em um cinema em Turim, Itália, mata 64 pessoas.
- 1984 — Konstantin Chernenko sucede Yuri Andropov como secretário-geral do Partido Comunista da União Soviética.
- 1990 — Reunificação da Alemanha: um acordo é alcançado em um plano em duas etapas para reunificar a Alemanha.
- 1991 — Guerra do Golfo: Duas "bombas inteligentes" guiadas a laser destroem o abrigo Amiriyah em Bagdá, mais de 400 civis iraquianos no interior foram mortos.
- 1996 — Guerra civil é iniciada no Reino do Nepal pelo Partido Comunista do Nepal (Maoísta).
- 2001 — Um terremoto de 7,6 na escala de magnitude atinge El Salvador, matando pelo menos 944 pessoas.
- 2004 — Harvard-Smithsonian Center for Astrophysics anuncia a descoberta do maior diamante conhecido do universo, a estrela anã branca BPM 37093.
- 2007 — O líder da oposição taiwanesa Ma Ying-jeou renuncia ao cargo de presidente do partido Kuomintang após ser indiciado por peculato durante seu mandato como prefeito de Taipei.
- 2008 — O primeiro-ministro australiano, Kevin Rudd, faz um pedido de desculpas histórico aos aborígenes australianos e às gerações roubadas.[6]
- 2012 — Agência Espacial Europeia (ESA) realiza o primeiro lançamento do foguete europeu Vega do espaço-porto europeu em Kourou, Guiana Francesa, na França ultramarina.
- 2017
  - Atentado terrorista durante um protesto em Lahore, no Paquistão, deixa pelo menos 18 mortos e 90 feridos.
  - Kim Jong-nam, irmão do líder supremo da Coreia do Norte Kim Jong-un, é assassinado no Aeroporto Internacional de Kuala Lumpur.
- 2019 — NASA conclui a missão de quinze anos do Opportunity Mars após ser incapaz de religar o astromóvel da hibernação.
- 2021
  - Uma tempestade de inverno atinge o estado do Texas, nos Estados Unidos e mata pelo menos 70 pessoas e causa mais de 9,7 milhões de cortes de energia.[7]
  - O ex-presidente dos Estados Unidos Donald Trump é absolvido em seu segundo julgamento de impeachment.

## Nascimentos

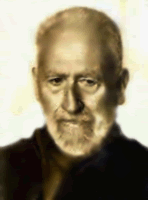
Agostinho da Silva

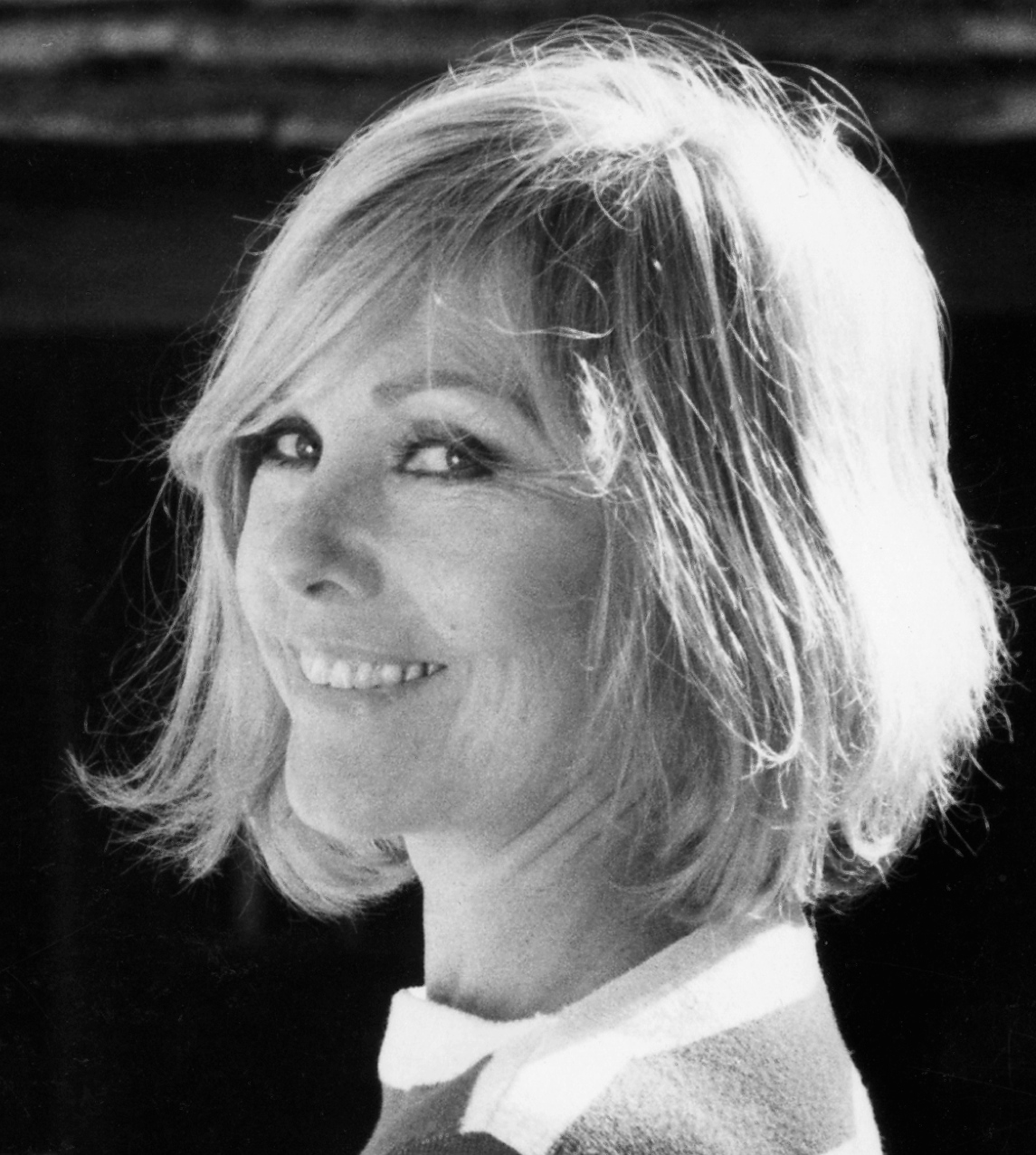
Kim Novak

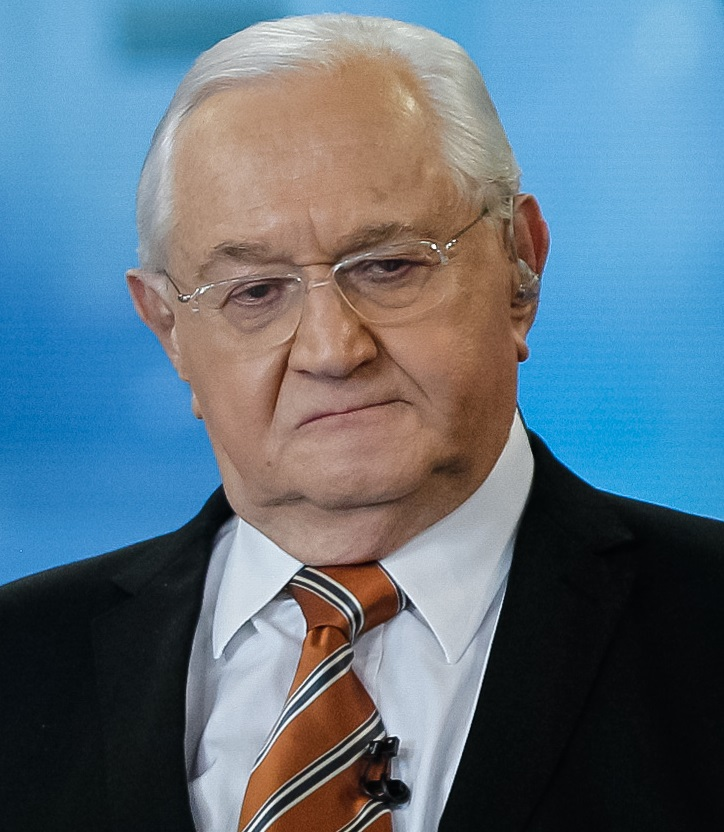
Boris Casoy

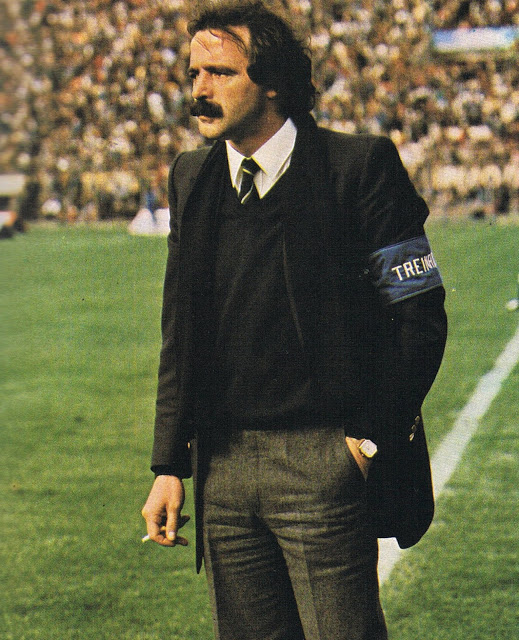
Artur Jorge

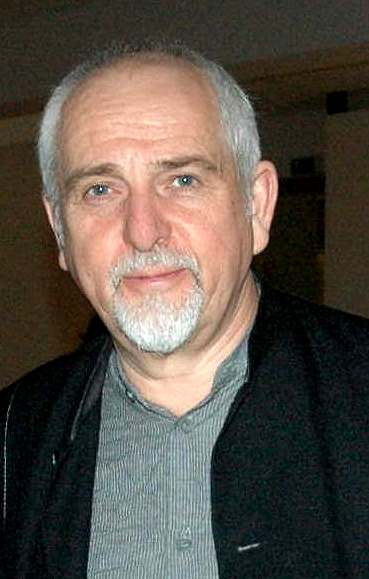
Peter Gabriel

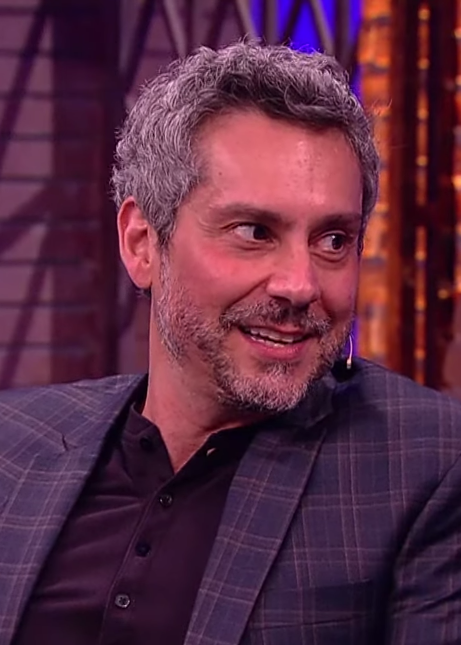
Alexandre Nero

### Anteriores ao século XIX
- 1440 — Hartmann Schedel, médico alemão (m. 1514).
- 1457 — Maria, Duquesa da Borgonha (m. 1482).
- 1469 — Elias Levita, poeta e professor alemão (n. 1549).
- 1480 — Girolamo Aleandro, cardeal italiano (m. 1542).
- 1523 — Valentin Naboth, astrônomo e matemático alemão (m. 1593).
- 1539 — Isabel de Hesse, condessa do Palatinado-Simmern (m. 1582).
- 1587 — Doroteia Edviges de Brunsvique-Volfembutel, princesa de Anhalt-Zerbst (m. 1609).
- 1599 — Papa Alexandre VII (m. 1667).
- 1602 — Guilherme V, Conde de Hesse-Cassel (m. 1637).
- 1683 — Giovanni Battista Piazzetta, pintor italiano (m. 1754).
- 1728 — John Hunter, cirurgião e anatomista britânico (m. 1793).
- 1732 — Christiana Hely-Hutchinson, 1.ª Baronesa Donoughmore (m. 1788).
- 1744 — David Allan, pintor britânico (m. 1796).
- 1768 — Édouard Mortier, general e político francês (m. 1835).

### Século XIX
- 1805 — Johann Peter Gustav Lejeune Dirichlet, matemático e acadêmico alemão (m. 1859).
- 1812 — Rufus Wilmot Griswold, antologista, editor, poeta e crítico americano (m. 1857).
- 1834 — Heinrich Caro, químico e acadêmico polonês-alemão (m. 1910).
- 1835 — Mirza Ghulam Ahmad, líder religioso indiano (m. 1908).
- 1841 — Campos Sales, político brasileiro, 4.° presidente do Brasil (m. 1913).
- 1849 — Randolph Churchill, advogado e político britânico (m. 1895).
- 1855 — Paul Deschanel, político franco-belga (m. 1922).
- 1863 — Hugo Becker, violoncelista e compositor alemão (m. 1941).
- 1867 — Harold Mahony, tenista anglo-irlandês (m. 1905).
- 1870 — Leopold Godowsky, pianista e compositor polonês-americano (m. 1938).
- 1873 — Feodor Chaliapin, cantor de ópera russo (m. 1938).
- 1879 — Sarojini Naidu, poetisa e ativista indiana (m. 1949).
- 1881 — Eleanor Farjeon, escritora, poetisa e dramaturga britânica (m. 1965).
- 1883 — Yevgeny Vakhtangov, ator e diretor russo-armênio (m. 1922).
- 1884 — Alfred Carlton Gilbert, atleta e empresário americano (m. 1961).
- 1885
  - Bess Truman, primeira-dama americana (m. 1982).
  - Hipólito Raposo, escritor, historiador e político português (m. 1953).
- 1888 — Geórgios Papandréu, advogado, economista e político grego (m. 1968).
- 1891 — Grant Wood, pintor e acadêmico americano (m. 1942).

### Século XX

#### 1901–1950
- 1901 — Paul Lazarsfeld, sociólogo e acadêmico austro-americano (m. 1976).
- 1902 — Harold Lasswell, cientista político e teórico americano (m. 1978).
- 1903
  - Georgy Beriev, engenheiro russo-georgiano (m. 1979).
  - Georges Simenon, escritor belga-suíço (m. 1989).
- 1906 — Agostinho da Silva, filósofo e escritor português (m. 1994).
- 1910 — William Bradford Shockley, físico e acadêmico anglo-americano (m. 1989).
- 1911Robbie Williams

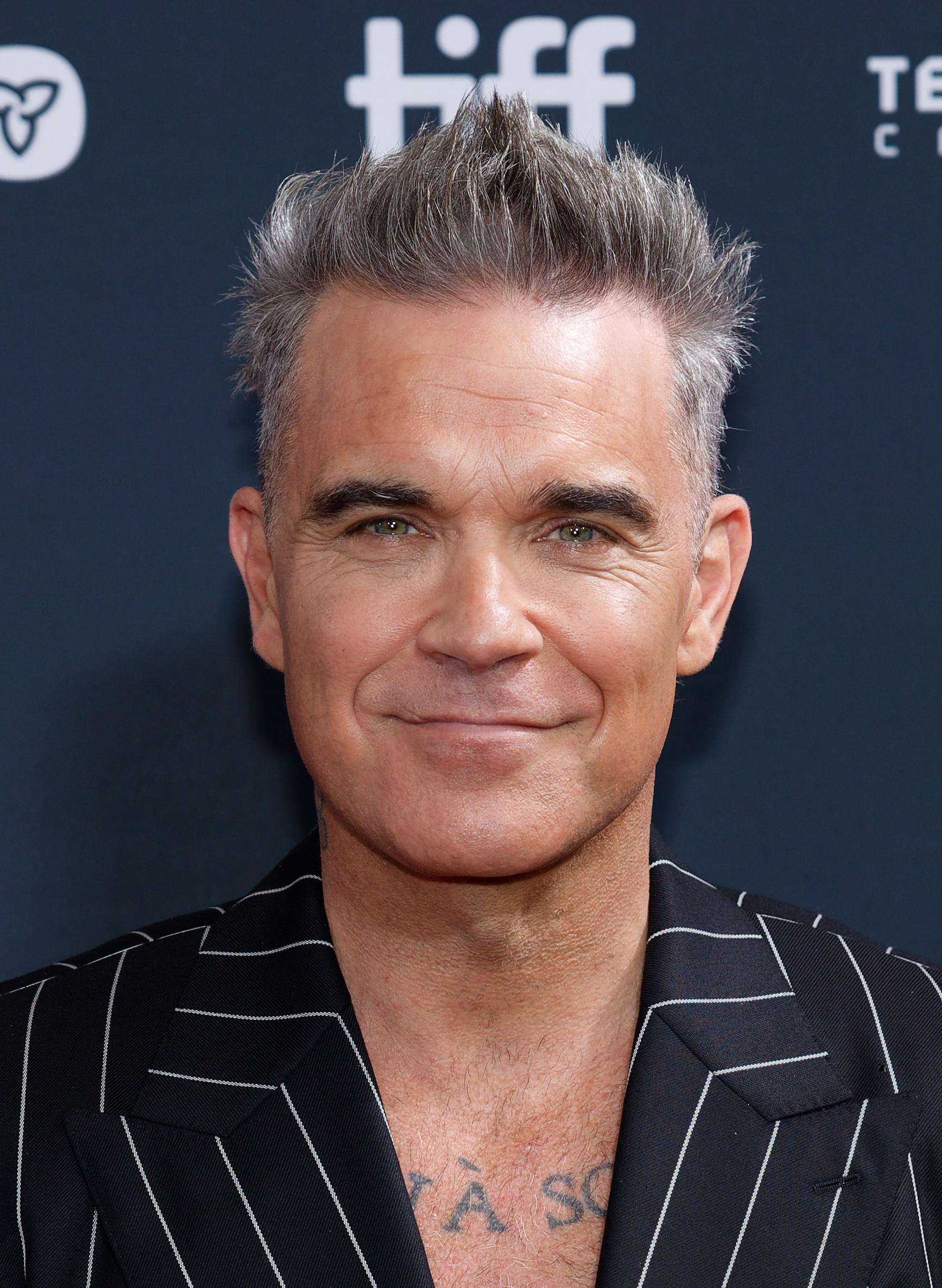
Robbie Williams

  - Faiz Ahmad Faiz, poeta e jornalista indiano-paquistanês (m. 1984).
  - Jean Muir, atriz e educadora americana (m. 1996).
- 1913 — Khalid da Arabia Saudita (m. 1982).
- 1915 — Aung San, general e político birmanês (m. 1947).
- 1919 — Tennessee Ernie Ford, cantor e ator americano (m. 1991).
- 1923 — Charles Yeager, general e aviador estadunidense (m. 2020).
- 1924 — Jean-Jacques Servan-Schreiber, jornalista e político francês (m. 2006).
- 1926 — Fay Ajzenberg-Selove, física nuclear americana (m. 2012).
- 1928Luisão

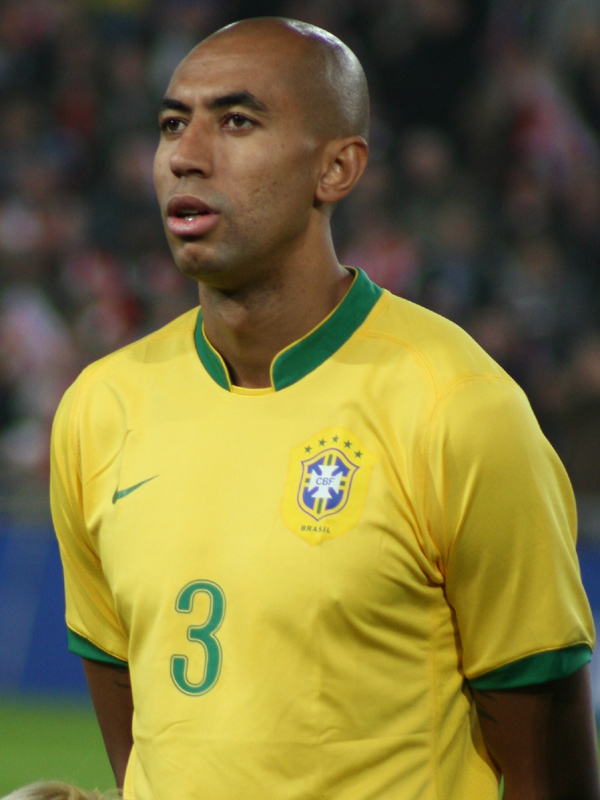
Luisão

  - Antônio Salim Curiati, médico e político brasileiro.
  - Catarina Eufémia, revolucionária portuguesa (m. 1954).
- 1929
  - Omar Torrijos, comandante e político panamenho (m. 1981).
  - José Veiga Simão, político português (m. 2014).
- 1930
  - Ernst Fuchs, pintor, escultor e ilustrador austríaco (m. 2015).
  - Israel Kirzner, economista, escritor e acadêmico anglo-americano.
- 1931 — Isaac Bardavid,  ator, dublador e poeta brasileiro (m. 2022).Eliaquim Mangala
- 1933
  - Kim Novak, atriz estadunidense.
  - Paul Biya, político camaronês

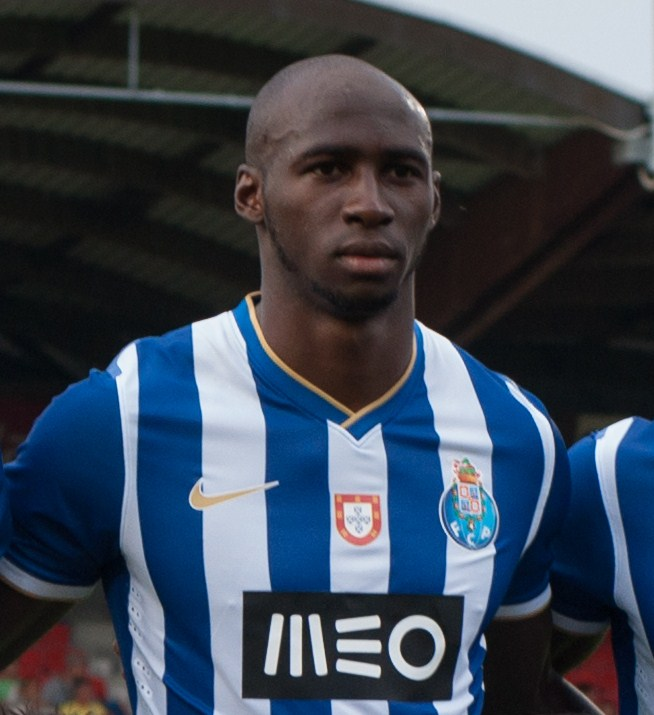
Eliaquim Mangala

  - Telmo de Lima Freitas, cantor e compositor brasileiro de música regional gaúcha (m. 2021)
  - Emanuel Ungaro, designer de moda francês (m. 2019).
- 1934 — George Segal, ator americano (m. 2021).
- 1938 — Oliver Reed, ator britânico (m. 1999).
- 1939 — Valeri Rozhdestvensky, cosmonauta russo (m. 2011).Memphis Depay

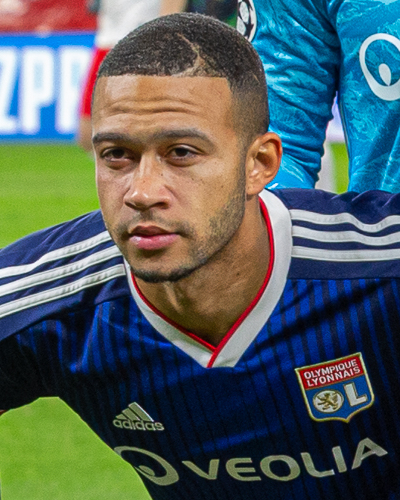
Memphis Depay

- 1941 — Boris Casoy, jornalista brasileiro.
- 1942
  - Peter Tork, cantor, compositor, baixista e ator americano (m. 2019).
  - Donald Williams, capitão, aviador e astronauta americano (m. 2016).
  - Cabo Anselmo, militar brasileiro (m. 2022).
- 1943 — Elaine Pagels, teóloga e acadêmica norte-americana.
- 1944 — Stockard Channing, atriz americana.
- 1945 — Simon Schama, historiador e escritor britânico.
- 1946Nuno Santos

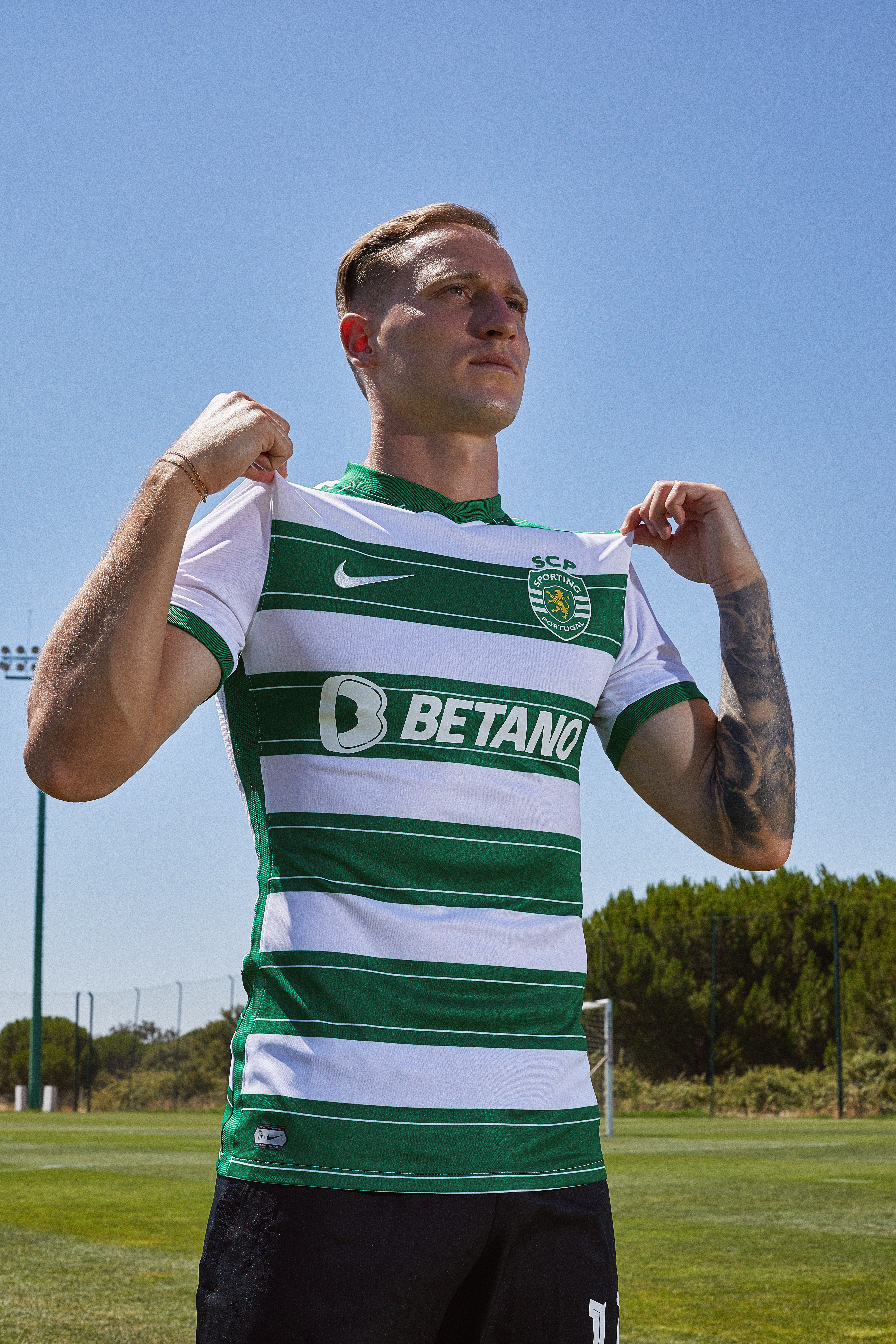
Nuno Santos

  - Richard Blumenthal, militar e político americano.
  - Artur Jorge, treinador português de futebol (m. 2024).
- 1947
  - Mike Krzyzewski, jogador e treinador de basquete americano.
  - Bogdan Tanjević, técnico de basquete montenegrino-bósnio.
- 1949 — Roberto d'Ávila, jornalista brasileiro.
- 1950 — Peter Gabriel, cantor, compositor e músico britânico.

#### 1951–2000
- 1951 — David Naughton, ator e cantor estadunidense.Vitinha

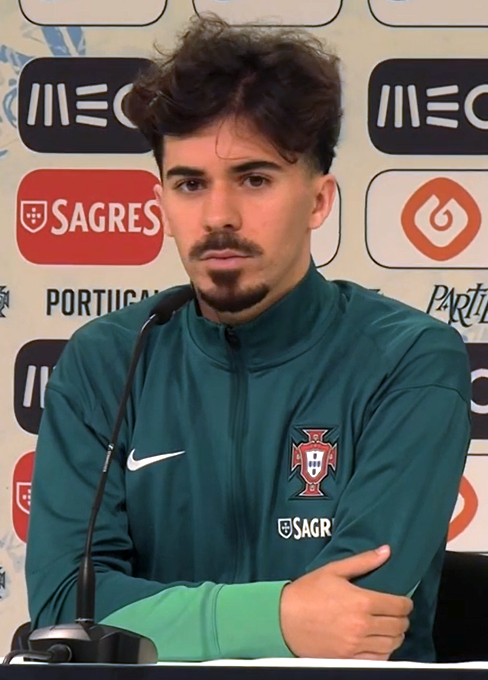
Vitinha

- 1954 — Donnie Moore, jogador de beisebol americano (m. 1989).
- 1956 — Peter Hook, cantor, compositor e baixista britânico.
- 1958
  - Pernilla August, atriz sueca.
- 1959
  - José Sarto, político brasileiro.
- 1960
  - Pierluigi Collina, ex-árbitro italiano de futebol.
  - Artur Yusupov, jogador de xadrez e escritor russo-alemão.
- 1961 — Henry Rollins, cantor, compositor, produtor e ator norte-americano.
- 1962 — Jaqueline Silva, ex-jogadora brasileira de vôlei.
- 1964
  - Stephen Bowen, engenheiro, capitão e astronauta americano.
  - Ylva Johansson, educadora e política sueca.
- 1965 — Peter O'Neill, contador e político papuásio.
- 1966 — Neal McDonough, ator e produtor americano.
- 1967
  - Stanimir Stoilov, futebolista e treinador de futebol búlgaro.
  - Tadayuki Okada, ex-motociclista japonês.
- 1968 — Kelly Hu, atriz norte-americana.
- 1969
  - Joyce DiDonato, soprano e atriz americana.
  - Aguinaldo Ribeiro, político brasileiro.
- 1970
  - Karoline Krüger, cantora, compositora e pianista norueguesa.
  - Alexandre Nero, ator brasileiro.
- 1971
  - Sonia, cantora e compositora britânica.
  - Mats Sundin, jogador de hóquei no gelo sueco.
- 1972 — Virgilijus Alekna, lançador de disco lituano.
- 1973 — Ronald Maul, ex-futebolista alemão.
- 1974 — Robbie Williams, cantor, compositor e ator britânico.
- 1975 — Tony Dalton, ator e roteirista estadunidense e mexicano.
- 1976 — Karyna Gomes, cantora guineense.
- 1977 — Randy Moss, jogador de futebol e treinador americano.
- 1978
  - Philippe Jaroussky, contratenor francês.
  - Warley, futebolista brasileiro.
- 1979
  - Anders Behring Breivik, assassino norueguês.
  - Mena Suvari, atriz e designer de moda norte-americana.
  - Rafael Márquez, futebolista mexicano.
- 1981 — Luisão, futebolista brasileiro.
- 1982 — Roope Kakko, golfista finlandês.
- 1983 — Joel Little, cantor neozelandês.
- 1984 — Hinkelien Schreuder, nadadora neerlandesa.
- 1985
  - Mayra Andrade, cantora cabo-verdiana.
  - Alexandros Tziolis, futebolista grego.
- 1986 — Luke Moore, futebolista britânico.
- 1987
  - Mineirinho, surfista brasileiro.
  - Eljero Elia, futebolista neerlandês.
- 1988 — Aston Merrygold, cantor britânico.
- 1989 — Rodrigo Possebon, futebolista brasileiro.
- 1990
  - Kevin Strootman, futebolista neerlandês.
  - Mamadou Sakho, futebolista francês.
  - Thati Lopes, atriz e humorista brasileira
- 1991 — Eliaquim Mangala, futebolista francês.
- 1992 — Daniel Portman, ator escocês.
- 1993
  - Alex Sawyer, ator inglês.
  - Jeremías Ledesma, futebolista argentino.
  - Sagesse Babélé, futebolista congolês.
- 1994 — Memphis Depay, futebolista neerlandês.
- 1995 — Nuno Santos, futebolista português.
- 1996 — John (futebolista), futebolista brasileiro.
- 1997 — Felipe Vila Real, nadador paralímpico brasileiro.
- 1998 — Bella Campos, atriz e modelo brasileira.
- 1999 — Albina Grčić, cantora croata.
- 2000 — Vitinha, futebolista português.

### Século XXI
- 2002
  - Sophia Lillis, atriz norte-americana.
  - Jaden Ivey, jogador norte-americano de basquete.
  - Daishen Nix, jogador norte-americano de basquete.
- 2003 — Raúl Asencio, futebolista espanhol.

## Mortes

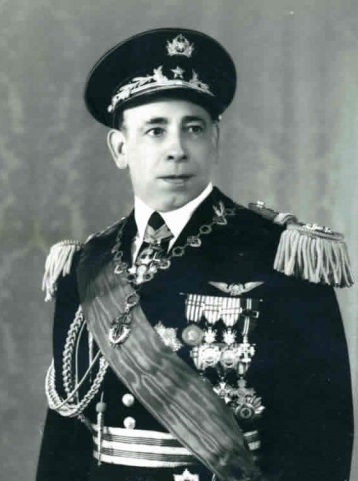
Humberto Delgado

### Anteriores ao século XIX
- 0721 — Quilperico II, rei dos francos (n. 670).
- 0858 — Kenneth I da Escócia (n. 810).
- 0921 — Vratislau I da Boêmia (n. 888).
- 0942 — Maomé ibne Raique, emir e regente abássida (n. ?).
- 1021 — Aláqueme Biamir Alá, califa fatímida (n. 985).
- 1130 — Papa Honório II (n. 1075).
- 1141 — Bela II da Hungria (n. 1110).
- 1199 — Estêvão Nemânia, grão-príncipe sérvio (n. 1113).
- 1219 — Minamoto no Sanetomo, xogum japonês (n. 1192).
- 1322 — Andrônico II, imperador bizantino (n. 1259).

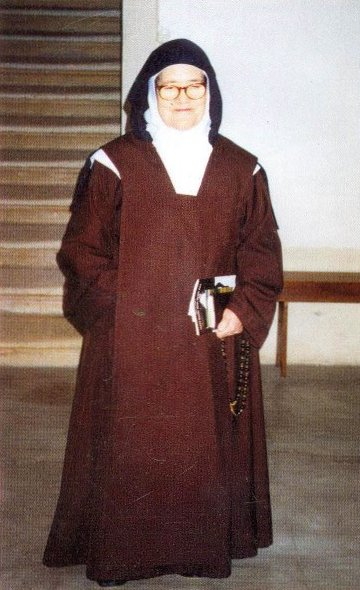
Irmã Lúcia

- Irmã Lúcia1539 — Isabel d'Este, marquesa de Mântua (n. 1474).
- 1542
  - Catarina Howard, rainha consorte da Inglaterra (n. 1521).
  - Joana Bolena, Viscondessa de Rochford (n. 1505)
- 1570 — Leonor Gonzaga, Duquesa de Urbino (n. 1493).
- 1571 — Benvenuto Cellini, pintor e escultor italiano (n. 1500).
- 1585 — Afonso Salmerón, padre e estudioso espanhol (n. 1515).
- 1597 — Francisco de Santa Maria, compositor português (n. 1532/1538).
- 1660 — Carlos X Gustavo da Suécia (n. 1622).
- 1662 — Isabel Stuart, Rainha da Boêmia (n. 1596).
- 1728 — Cotton Mather, pastor e escritor americano (n. 1663).
- 1741 — Johann Joseph Fux, compositor e teórico austríaco (n. 1660).
- 1787 — Ruđer Bošković, físico, astrônomo, matemático, filósofo e poeta croata (n. 1711).

### Século XIX
- 1837 — Mariano José de Larra, jornalista e escritor espanhol (n. 1809).
- 1842 — Hermínia da Áustria, arquiduquesa da Áustria (n. 1817).
- 1882 — Auguste Barbier, poeta francês (n. 1805).
- 1883 — Richard Wagner, compositor alemão (n. 1813).
- 1889 — João Maurício Wanderley, magistrado e político brasileiro (n. 1815).
- 1893 — Ignacio Manuel Altamirano, intelectual e jornalista mexicano (n. 1834).

### Século XX
- 1906 — Albert Gottschalk, pintor dinamarquês (n. 1866).
- 1926 — Francis Ysidro Edgeworth, economista britânico (n. 1845).
- 1942 — Epitácio Pessoa, jurista e político brasileiro, 11.° presidente do Brasil (n. 1865).
- 1948 — Antônio Garcia de Medeiros Neto, político brasileiro (n. 1887).
- 1951 — Lloyd C. Douglas, pastor e escritor americano (n. 1877).
- 1952 — Josephine Tey, escritora e dramaturga britânica (n. 1896).
- 1956 — Jan Łukasiewicz, matemático e filósofo polonês (n. 1878).
- 1958
  - Christabel Pankhurst, ativista britânica (n. 1880).
  - Georges Rouault, pintor e ilustrador francês (n. 1871).
- 1964 — Paulino Alcántara, futebolista e treinador filipino-espanhol (n. 1896).
- 1965 — Humberto Delgado, político português (n. 1906).
- 1967 — Abelardo Luján Rodríguez, político mexicano (n. 1889).
- 1968
  - Mae Marsh, atriz americana (n. 1895).
  - Portia White, cantora de ópera canadense (n. 1911).
- 1975 — André Beaufre, general francês (n. 1902).
- 1976
  - Murtala Mohammed, general e político nigeriano (n. 1938).
  - Lily Pons, soprano e atriz franco-americana (n. 1904).
- 1977 — Carolina de Jesus, escritora brasileira (n. 1914).
- 1980
  - David Janssen, ator americano (n. 1931).
  - Marian Rejewski, criptógrafo polaco (n. 1905).
- 1989 — Eugênia da Grécia e Dinamarca (n. 1910).
- 1990 — Isabel Ribeiro, atriz brasileira (n. 1941).
- 1991 — Arno Breker, escultor e ilustrador alemão (n. 1900).
- 1992 — Nikolai Bogoliubov, matemático e físico ucraniano-russo (n. 1909).
- 1996 — Martin Balsam, ator americano (n. 1919).
- 1997 — Mark Krasnosel'skii, matemático e acadêmico russo-ucraniano (n. 1920).

### Século XXI
- 2002
  - Waylon Jennings, cantor, compositor e guitarrista americano (n. 1937).
  - Carlos Aboim Inglez, intelectual português (n. 1930).
- 2004 — Zelimkhan Yandarbiyev, escritor e político checheno (n. 1952).
- 2005
  - Lúcia dos Santos, freira portuguesa (n. 1907).
  - Maurice Trintignant, automobilista francês (n. 1917).
- 2006 — Peter Frederick Strawson, filósofo e escritor britânico (n. 1919).
- 2007
  - Charles Norwood, capitão e político norte-americano (n. 1941).
  - Alicia Bruzzo, atriz argentina (n. 1945).
- 2008
  - Kon Ichikawa, diretor, produtor e roteirista japonês (n. 1915).
  - Henri Salvador, cantor, compositor e guitarrista francês (n. 1917).
  - Michele Greco, criminoso italiano (n. 1924).
- 2010 — Lucille Clifton, poetisa e acadêmica norte-americana (n. 1936).
- 2012 — Ladislau Biernaski, bispo católico brasileiro (n. 1937).
- 2014
  - Laura Motta, religiosa brasileira (n. 1919).
  - Richard Møller Nielsen, futebolista e treinador dinamarquês (n. 1937).
  - Ralph Waite, ator e ativista americano (n. 1928).
- 2016 — Antonin Scalia, advogado e juiz americano (n. 1936).
- 2017
  - Aileen Hernandez, sindicalista e ativista americana (n. 1926).
  - Seijun Suzuki, cineasta japonês (n. 1923).
  - Kim Jong-nam, político norte-coreano (n. 1971).
- 2018 — Henrique, Príncipe Consorte da Dinamarca (n. 1934).
- 2019 — Bibi Ferreira, atriz, cantora, compositora e diretora brasileira (n. 1922).
- 2021 — Kadir Topbaş, político turco (n. 1945)

## Feriados e eventos cíclicos
- Dia Mundial do Rádio

### Internacional
- Fim da noite polar na Ilha do Urso - Noruega

### Cristianismo
- Ágabo
- Benigno de Todi
- Catarina de Ricci
- Lúcia dos Santos
- Jordão da Saxônia
- Polieucto de Melitene

## Outros calendários
- No calendário romano era o dia dos idos de fevereiro.
- No calendário litúrgico tem a letra dominical B para o dia da semana.
- No calendário gregoriano a epacta do dia é xvi.